# Толстікови
То́лстікови (рос. Толстиковы) — присілок у складі Орічівського району Кіровської області, Росія. Входить до складу Спас-Талицького сільського поселення.
Населення становить 2 особи (2010).